# Pittsburgh
Pittsburgh [ˈpɪtsbɝɡ] ist eine Großstadt im Südwesten des US-Bundesstaates Pennsylvania. Sie liegt im Bereich des Appalachen-Plateaus rund 45 Kilometer von der Grenze zu Ohio entfernt in einem Talkessel am Zusammenfluss des Monongahela River und des Allegheny River zum Ohio River. Das U.S. Census Bureau hat bei der Volkszählung 2020 eine Einwohnerzahl von 302.971 ermittelt. Sie ist die größte Stadt in der Industrieregion der Appalachen und nach Philadelphia die zweitgrößte Stadt in Pennsylvania.
Pittsburgh ist Sitz des Allegheny County und wirtschaftlicher, politischer und kultureller Mittelpunkt der Pittsburgh Metropolitan Statistical Area, des wiederum nach Philadelphia zweitgrößten Ballungsraums in Pennsylvania mit rund 2,36 Millionen Einwohnern (2010).
Die Geschichte der Stadt begann 1758 zur Zeit des Siebenjährigen Krieges, als hier ein britisches Fort unter dem Namen Fort Pitt, benannt nach William Pitt, 1. Earl of Chatham, erbaut wurde. Aufgrund der günstigen Lage an den Flüssen und der nahegelegenen Erz- und Kohlevorkommen wuchs die Stadt im 19. Jahrhundert zum wichtigsten Standort der US-Stahlindustrie heran, die die Stadt bis weit ins 20. Jahrhundert hinein prägte.
Seit der Stahlkrise der 1970er Jahre durchlief Pittsburgh eine anhaltende Phase des Strukturwandels, die von erheblichen wirtschaftlichen Schwierigkeiten gekennzeichnet war. Der Versuch, die negativen Folgen zu begrenzen und die Stadt auf eine neue ökonomische Basis zu stellen, verlief im Vergleich zu anderen Industriestädten im Rust Belt überdurchschnittlich erfolgreich, sodass Pittsburgh in den USA heute als Musterbeispiel für gelungenen Strukturwandel gilt.
2009 fand in Pittsburgh der G20-Gipfel statt.

## Geographie
Die Stadt liegt am Zusammenfluss der Flüsse Allegheny und Monongahela im Südwesten Pennsylvanias, die hier den Ohio River bilden. Durch Stauwehre und Schleusen sind alle drei ganzjährig schiffbar. An der Stelle des Zusammenflusses kommt zudem der unterirdische Strom Wisconsin Glacial Flow zutage und speist eine Fontäne. Wichtige Rohstoffe der Region sind Steinkohle (überwiegend historisch) und Erdgas.

## Klima
|                       | Jan  | Feb  | Mär  | Apr  | Mai  | Jun  | Jul  | Aug  | Sep  | Okt  | Nov  | Dez  |   |       |
| Mittl. Tagesmax. (°C) | 0,9  | 2,7  | 9,4  | 15,7 | 21,4 | 26,1 | 28,1 | 27,1 | 23,5 | 16,9 | 10,2 | 3,7  | ⌀ | 15,5  |
| Mittl. Tagesmin. (°C) | −7,5 | −6,5 | −1,2 | 3,8  | 9,1  | 13,8 | 16,4 | 15,7 | 11,9 | 5,7  | 1,2  | −4,2 | ⌀ | 4,9   |
|                       |      |      |      |      |      |      |      |      |      |      |      |      |   |       |
| Niederschlag (mm)     | 64,5 | 60,7 | 86,6 | 80,0 | 91,2 | 94,2 | 95,3 | 81,5 | 75,4 | 59,9 | 72,4 | 74,2 | Σ | 935,9 |
|                       |      |      |      |      |      |      |      |      |      |      |      |      |   |       |
| Sonnenstunden (h/d)   | 3,0  | 3,8  | 5,0  | 6,1  | 7,0  | 8,1  | 8,2  | 7,4  | 6,6  | 5,4  | 3,3  | 2,4  | ⌀ | 5,5   |
|                       |      |      |      |      |      |      |      |      |      |      |      |      |   |       |
| Regentage (d)         | 10,4 | 9,5  | 11,8 | 10,8 | 10,3 | 9,6  | 8,5  | 7,8  | 7,8  | 7,9  | 10,1 | 11,3 | Σ | 115,8 |
|                       |      |      |      |      |      |      |      |      |      |      |      |      |   |       |
| Luftfeuchtigkeit (%)  | 70   | 67   | 64   | 60   | 63   | 66   | 69   | 71   | 72   | 68   | 70   | 72   | ⌀ | 67,7  |

| −7,5 |

| −6,5 |

| −1,2 |

| 3,8 |

| 9,1 |

| 13,8 |

| 16,4 |

| 15,7 |

| 11,9 |

| 5,7 |

| 1,2 |

| −4,2 |

| −7,5 |

| −6,5 |

| −1,2 |

| 3,8 |

| 9,1 |

| 13,8 |

| 16,4 |

| 15,7 |

| 11,9 |

| 5,7 |

| 1,2 |

| −4,2 |

## Geschichte

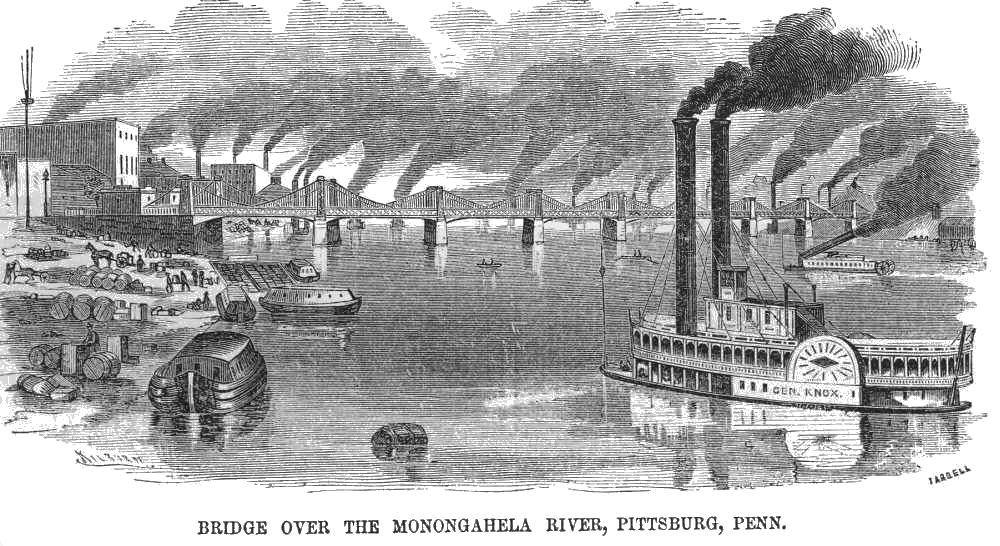
Pittsburgh 1857, Monongahela

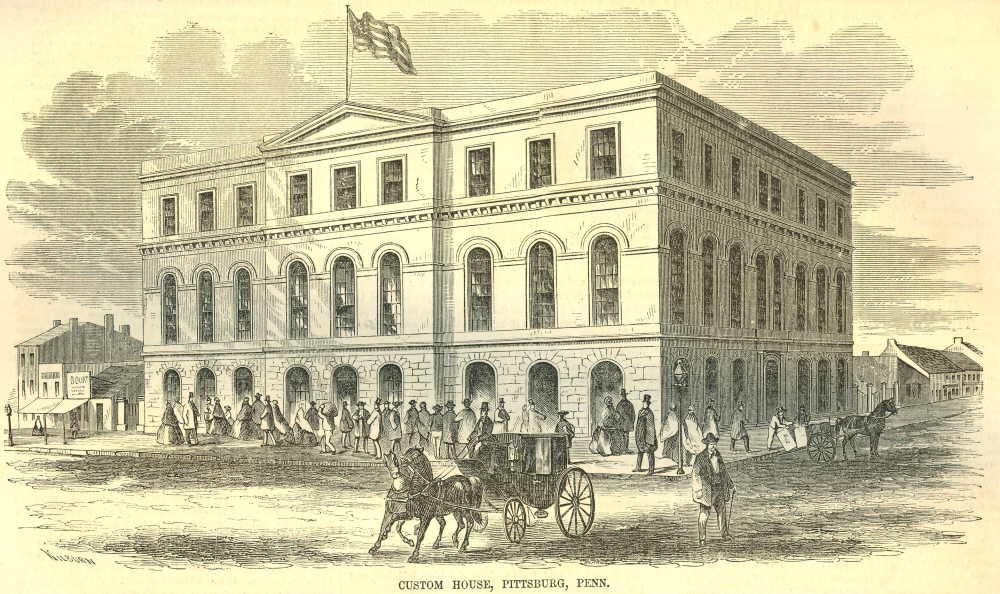
Pittsburgh 1857, Zollhaus

Die ersten europäischen Bauwerke entstanden im Zusammenhang mit den britischen und französischen Hegemonialbestrebungen in der Mitte des 18. Jahrhunderts während des Franzosen- und Indianerkriegs (Siebenjähriger Krieg) (1756–1763). Das französische Fort Duquesne wurde 1754 am Zusammenfluss der Flüsse Allegheny und Monongahela errichtet, nachdem die Franzosen dort britische Soldaten vertrieben hatten, die mit dem Bau einer Befestigung begonnen hatten. Aufgrund seiner strategisch wichtigen Position spielte Fort Duquesne in diesem Krieg eine Schlüsselrolle und war mehrfach umkämpft. Nachdem die Franzosen noch 1754 einen ersten Angriff von britischen Soldaten unter George Washington und 1755 eine zweite großangelegte Offensive in der Schlacht am Monongahela hatten abwehren können, räumten und zerstörten sie das Fort 1758, als eine britische Übermacht anrückte. Das Camp der Briten wurde nach dem damaligen britischen Premierminister William Pitt Pittsburgh benannt und das Fort wiederaufgebaut als Fort Pitt. Während des Pontiac-Aufstands (1763–1764) widerstand das Fort erfolgreich einer Belagerung durch ein Indianerheer.
Die Siedlung wuchs schon bis 1816 zur Stadt. Vom frühen 19. Jahrhundert bis zum Ersten Weltkrieg war die größte Gruppe von Einwanderern deutschsprachig; unter ihnen viele Auswanderer aus dem Rheinland, aus Hessen-Darmstadt (s. bspw. Pferdsbach) und aus Schwaben. Es gab in der Zeit bis zu vier deutschsprachige Tageszeitungen in der Stadt. In der zweiten Hälfte des 19. Jahrhunderts setzte eine verstärkte Industrialisierung ein und bis zum Ende des Jahrhunderts entwickelte sich die Stadt zum Schwerpunkt der Stahlerzeugung der USA. US Steel war zeitweise das größte Industrieunternehmen und der größte Stahlerzeuger der Welt. Indes organisierten sich die Arbeiter in der Gewerkschaft Knights of Labor. Ihre Local Assembly 300 setzte closed-shop durch. So durften Glasfabrikanten nur noch Gewerkschafter beschäftigen. Damit das so blieb, regelten sie auch die Einwanderung durch Partnergewerkschaften in Europa, so etwa in Charleroi.

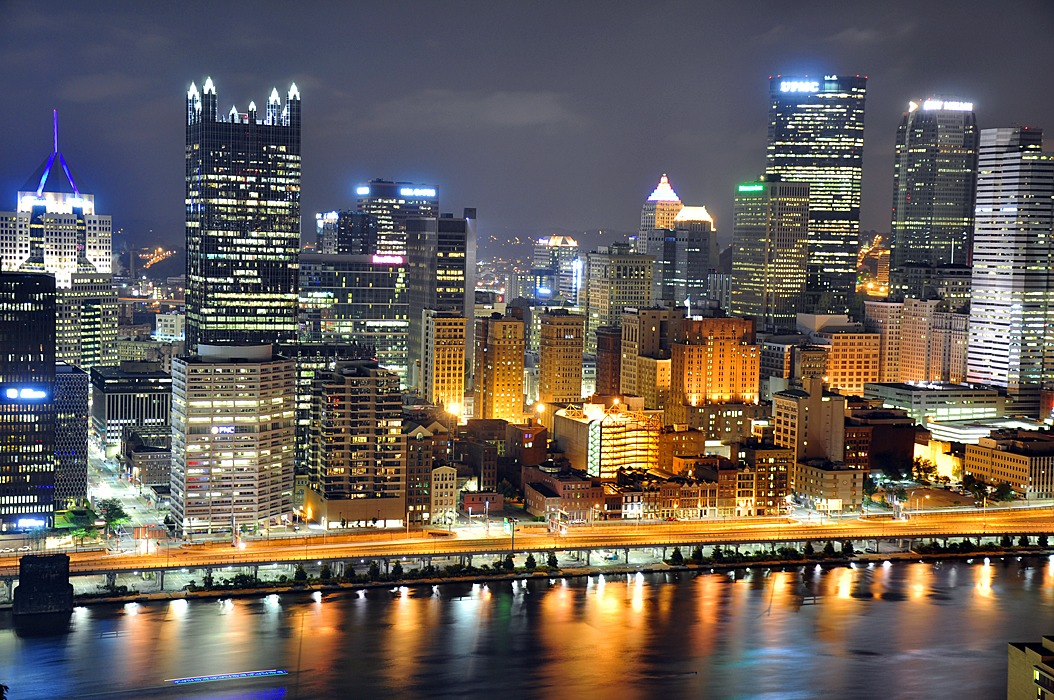
Pittsburgh bei Nacht

Für einen kurzen Zeitraum von 1891 bis 1911 wurde der Name der Stadt offiziell ohne h geschrieben. Einen Eindruck von der Bedeutung der Stadt bereits am Beginn des Aufstiegs der USA zur mächtigsten Industrienation der Welt vermittelt ein Lexikoneintrag von 1910:
„Pittsburg [sic], Stadt in den Vereinigten Staaten von Nordamerika, Pennsylvania, Hauptort des County Alleghany, am Zusammenfluss des Alleghany und Monogahela, welche hier den Namen O h i o erhalten, nordwestlich von Washington, in günstiger Handelslage, einem reichen Kohlenrevier und an der Südgrenze des Petroleumdistrikts, 321.616 Einwohner. Post. Telegraph. Eisenbahnstation. Petroleumraffinerien, über 60 Eisengiessereien, viele andere großartige Eisenwerke, viele Walzwerke und große Fabriken für Nägel, Glas, Papier, Bleiweiss, Baumwollspinnereien und -weberei, Brauereien, Gerbereien, Kanonengiesserei, Kupferwalzwerk und -schmelzerei, Dampfmaschinenbauwerkstätten, überhaupt ist P. als Fabrikstadt eine der bedeutendsten der North American United States und wird das „Birmingham der Vereinigten Staaten“ genannt. Im Umkreis sind über 140 Kohlengruben in Betrieb. Westernuniversität von Pennsylvania (1819 gegr.), theolog. Seminar (1828 gegr.). Dampfschifffahrt auf dem Ohio und Mississippi. Banken, beträchtlicher Handel.“

### Renaissance I
Pittsburgh erlebte nach dem Zweiten Weltkrieg eine umfassende Stadterneuerung, die als Renaissance I bekannt ist. Die zuvor für ihre industrielle Produktivität und starke Luftverschmutzung bekannte Stadt wurde durch umfangreiche städtebauliche Maßnahmen umgestaltet. Die Initiative zur Modernisierung der Stadt wurde maßgeblich von Bürgermeister David L. Lawrence, Richard K. Mellon (Vorsitzender der Mellon Bank) und John P. Robin vorangetrieben. Bereits 1946 begann Renaissance I, der Housing Act von 1949 schuf die finanzielle Grundlage für viele Projekte. Ein zentrales Projekt war die Errichtung des Gateway Centers auf einem großflächig abgerissenen Areal in der Nähe des Point. Bis 1950 wurden in diesem Bereich zahlreiche Gebäude abgerissen. 1953 wurde das neue Terminal des Greater Pittsburgh Municipal Airport eröffnet, das später wieder abgerissen wurde.

#### Eingriffe in Stadtviertel
In den späten 1950er und frühen 1960er Jahren wurden mehrere Stadtviertel im Rahmen der Stadterneuerung stark verändert:
- Lower Hill District: Das überwiegend von Afroamerikanern bewohnte Viertel wurde fast vollständig abgerissen. Im Zuge der Maßnahmen wurden 95 Acres (ca. 38,5 Hektar) Fläche geräumt und über 8.000 Menschen (darunter 1239 schwarze und 312 weiße Familien) umgesiedelt. Auf dem Gelände wurde unter anderem die Civic Arena (1961) errichtet, während viele der ursprünglich geplanten Gebäude nicht realisiert wurden.
- East Liberty: Auch dieser Stadtteil war in den 1960er Jahren von Abrissen betroffen. Mehr als 125 Acres (ca. 50,6 Hektar) wurden zerstört, um Platz für Gartenwohnungen, Hochhäuser mit Sozialwohnungen und eine neue Straßenführung mit Fußgängerzone zu schaffen. Diese Maßnahmen führten jedoch zu einem wirtschaftlichen Niedergang des Viertels: Die Zahl der Geschäfte sank von 575 im Jahr 1959 auf 292 im Jahr 1970 und schließlich auf 98 im Jahr 1979.
- Allegheny City: Während einige historische Viertel wie die Mexican War Streets, Allegheny West und Manchester durch den Widerstand von Denkmalschutzorganisationen erhalten werden konnten, wurde das Zentrum der ehemaligen Stadt Allegheny (heute Teil von Pittsburgh) weitgehend zerstört. Nur das alte U.S. Post Office, die Carnegie Library und das Buhl Planetarium blieben erhalten. An ihrer Stelle entstand die Allegheny Center Mall mit angrenzenden Wohngebieten.

#### Wirtschaftliche Entwicklung
Die industrielle Basis Pittsburghs blieb in den Nachkriegsjahren stabil und wurde durch die Gründung der Regional Industrial Development Corporation (RIDC) weiter gefördert. Große Unternehmen wie Jones and Laughlin Steel Company, H.J. Heinz, Pittsburgh Plate Glass, Alcoa, Westinghouse und U.S. Steel expandierten in den 1950er und 1960er Jahren. 1970 wurden mit dem U.S. Steel Tower und dem Three Rivers Stadium die letzten großen Bauprojekte der Renaissance I fertiggestellt. 1974 folgte der Point State Park mit seinem markanten Springbrunnen.
Die Stadterneuerung verbesserte die Luftqualität und modernisierte die Infrastruktur, hatte aber auch tiefgreifende soziale Folgen. Zwangsumsiedlungen und die Zerstörung historischer Viertel führten in einigen Stadtteilen zu sozialer Entwurzelung und wirtschaftlichem Niedergang.  
Die Dominanz der Stahlindustrie blieb bis zur Stahlkrise in den 1970er Jahren bestehen. Die darauf folgenden Jahrzehnte waren aber vom wirtschaftlichen Niedergang geprägt. Der dramatische Verlust von Industriearbeitsplätzen konnte nur zu kleinen Teilen von einem sich entwickelnden Dienstleistungssektor aufgefangen werden, und die Stadt verlor zwischen 1950 (673.703) und 2010 (305.704) mehr als die Hälfte ihrer Einwohner.
Fünf Orte in Pittsburgh haben wegen ihrer herausgehobenen geschichtlichen Bedeutung den Status eines National Historic Landmarks: Allegheny County Courthouse and Jail, Chatham Village, Emmanuel Episcopal Church, Forks of the Ohio und Smithfield Street Bridge. 174 Bauwerke und Stätten der Stadt sind insgesamt im National Register of Historic Places (NRHP) eingetragen (Stand 16. April 2021).
Bei einem Massaker in der Tree-of-Life-Synagoge am 27. Oktober 2018 erschoss Robert Bowers elf Menschen und verletzte sechs, darunter vier Polizisten. Dies ist nach bisheriger Erkenntnis der gravierendste einzelne antisemitische Gewaltakt gegen Juden in der Geschichte der Vereinigten Staaten.
Am 28. Januar 2022, kurz vor 7.00 Uhr morgens (UTC–5) stürzte die schneebedeckte vierspurige Brücke der Forbes Avenue über den Frick Park samt einem Gelenkbus und vier Pkw ein.

## Einwohnerentwicklung
| Jahr | Einwohner¹ |
| ---- | ---------- |
| 1950 | 676.806    |
| 1960 | 604.332    |
| 1970 | 520.117    |
| 1980 | 423.959    |
| 1990 | 369.879    |
| 2000 | 334.325    |
| 2010 | 305.685    |
| 2020 | 302.971    |

¹ 1950–2020: Volkszählungsergebnisse
Die folgende Tabelle zeigt die Einwohnerentwicklung der Metropolitan Statistical Area Pittsburgh nach der Definition des U.S. Census Bureau 2015:
| Jahr | Einwohner¹ |
| ---- | ---------- |
| 1990 | 2.468.289  |
| 2000 | 2.431.233  |
| 2010 | 2.356.291  |
| 2020 | 2.370.930  |

¹ 1990–2020: Volkszählungsergebnisse

## Politik

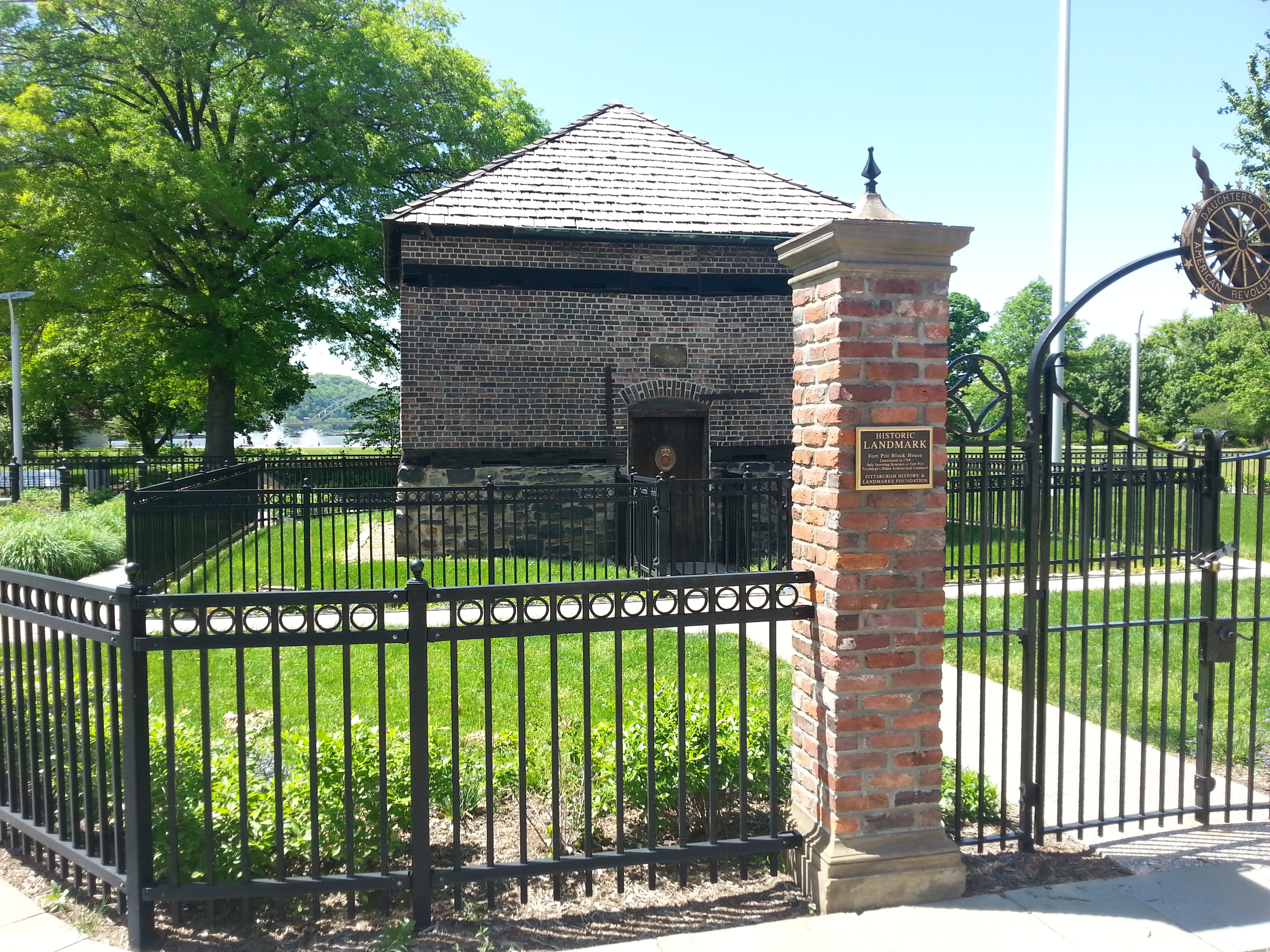
Fort Pitt Block House, eine Redoute von Fort Pitt, ist das älteste erhaltene Gebäude im Westen Pennsylvanias. Es ist Teil des Point State Parks, der unter dem Namen Forks of the Ohio seit Oktober 1960 den Status eines National Historic Landmarks hat.

### Städtepartnerschaften
Pittsburgh unterhält Städtepartnerschaften mit folgenden Städten:
- – Charleroi (Belgien)
- – Sofia (Bulgarien)
- – Wuhan (Volksrepublik China)
- – Ostrava (Tschechien)
- – Sheffield (Vereinigtes Königreich)
- – Bangalore (Indien)
- – Saitama, ehemals Omiya (Japan), seit 1998
- – Zagreb (Kroatien)
- – Matanzas (Kuba)
- – Skopje (Nordmazedonien)
- – San Isidro (Nicaragua)
- – Fernando de la Mora (Paraguay)
- – Prešov (Slowakei)
- – Bilbao (Spanien)
- – Donezk (Ukraine)
- – Đà Nẵng (Vietnam), seit 2008

### Bürgermeister
Seit 1934 wird Pittsburgh durchgehend von Bürgermeistern der Demokraten regiert.
- Liste der Bürgermeister von Pittsburgh

### Stadtflagge
Die Flagge Pittsburghs ist dem Familienwappen William Pitts nachempfunden. Der Wahlspruch Benigno Numine bedeutet "Mit dem Segen Gottes". Die Jahreszahl 1816 steht für das Jahr der Stadtgründung.

## Wirtschaft und Infrastruktur
Die Metropolregion von Pittsburgh erbrachte 2016 eine Wirtschaftsleistung von 138,2 Milliarden US-Dollar und belegte damit Platz 25 unter den Großräumen der USA. Die Arbeitslosenrate betrug 3,6 Prozent und lag damit unter dem nationalen Durchschnitt von 3,8 Prozent (Stand: Mai 2018). In der einst stark von der Schwerindustrie geprägten Stadt arbeiten inzwischen die meisten Beschäftigten im Dienstleistungssektor.

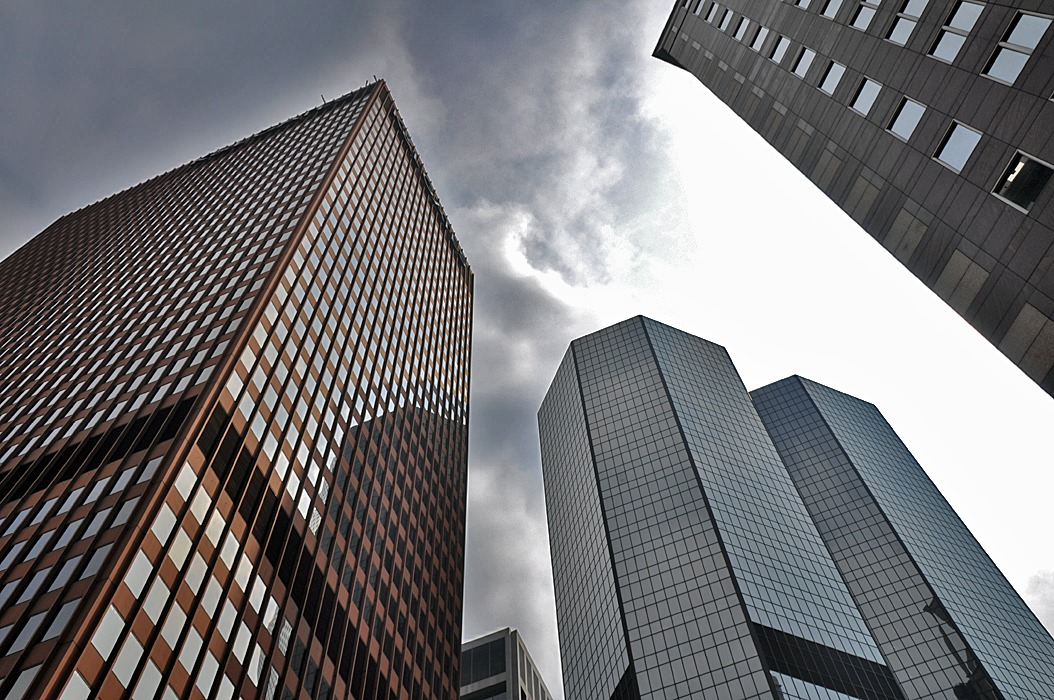
Im Downtown von Pittsburgh

### Verkehr
30 Kilometer westlich von Pittsburgh liegt der Pittsburgh International Airport.
Pittsburgh ist eine „Stadt der Brücken“ – 446 Brücken gibt es dort, mehr als in Venedig.
Zwei Fernzüge von Amtrak fahren Pittsburgh an: Der Pennsylvanian verbindet die Stadt mit New York City. Der Capitol Limited macht von Chicago bzw. Washington, D.C. kommend hier Station. Schienenpersonennahverkehr existiert seit Einstellung des PATrain im Jahr 1989 nicht mehr.
In Pittsburgh verkehrt seit Juni 1859 eine der ältesten ununterbrochen betriebenen Straßenbahnen in den USA. Sie wurde ab 1985 in die Pittsburgh Light Rail Stadtbahn umgebaut.

### Ansässige Unternehmen
Durch die reichen Steinkohlevorkommen in der Region und seine Schifffahrtsverbindungen konnte sich Pittsburgh zu dem Standort der US-Stahlindustrie entwickeln („The Steel City“). Insbesondere die 1970er Jahre waren dann geprägt vom Niedergang dieser Industrie. Banken, Biotechnologie und Dienstleistungsgewerbe haben seither die Rolle als wichtigste Arbeitgeber übernommen. Die größten in Pittsburgh ansässige Firmen sind Alcoa, US Steel, Highmark, PNC Financial Services, PPG Industries, The Kraft Heinz Company, Bayer Corp., FedEx Ground, Giant Eagle, WESCO International, Allegheny Technologies, American Eagle Outfitters, Wabtec und Covestro LLC. Im Gewerbekomplex Southpointe in Canonsburg südlich von Pittsburgh haben Mylan Laboratories, Consol Energy und ANSYS ihren Sitz.
Weitere produzierende Unternehmen in Pittsburgh sind Lanxess, Koppers Holdings und Mine Safety Appliances.

### Bildung

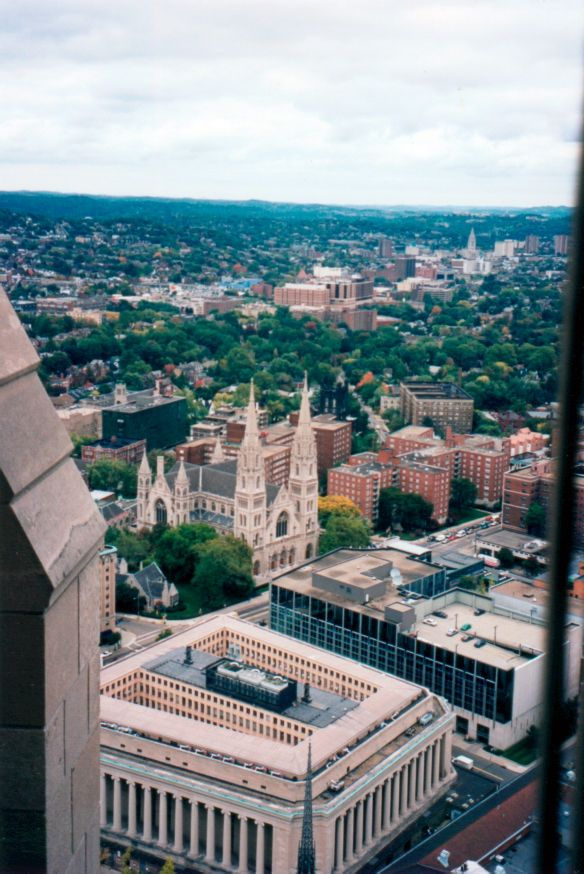
Blick von der Cathedral of Learning auf die St. Paul Cathedral

Pittsburgh beheimatet sieben Universitäten, die University of Pittsburgh („Pitt“), Carnegie Mellon University (CMU), Duquesne University, Robert Morris University, sowie Point Park University, Chatham University und Carlow University. Pitt und CMU sind landesweit und international bekannt, Pitt zum Beispiel für das Medical Center UPMC, das Seminar für Philosophie, und das Seminar für Wissenschaftsgeschichte (History and Philosophy of Science). Am Medical Center entwickelte Jonas Salk als erster einen wirksamen Impfstoff gegen die Kinderlähmung (Poliomyelitis). Das Medical Center ist ebenfalls sehr erfolgreich in der Organtransplantation und der AIDS-Forschung. Im Sport sind die Mannschaften von Pitt („Pitt Panthers“) in Football und Basketball hervorzuheben. Die CMU ist weltberühmt für die School of Computer Science und das Software Engineering Institute (SEI), sowie für die Schauspielschule, der CMU School of Drama.

## Kultur und Sehenswürdigkeiten

### Citynähe
Bedingt durch die stark eingeschnittenen Flusstäler der Quellflüsse Allegheny River und Monongahela River und des Ohio gibt es in Pittsburgh ähnlich wie zum Beispiel in Cincinnati isolierte Stadtteile auf höher gelegenen Plateaus. Sie waren mit dem Stadtzentrum und der darunter am Ufer angesiedelten Eisen- und Stahlindustrie durch Standseilbahnen verbunden, welche vornehmlich den in diesen Stadtteilen wohnenden Stahlwerkern und Kokereiarbeitern als kurzer, schneller Weg zur Arbeit dienten.
Nach dem Strukturwandel und dem Bau eines Tunnels durch das Steilufer von Süden her sind davon noch zwei erhalten – die Duquesne Incline und die Monongahela Incline in der Nähe der Smithfield Street Bridge, der ältesten Brücke der Stadt.
Als historische Relikte sind sie jetzt touristische Attraktionen, zumal sich von den oberen Stationen eine eindrucksvolle Sicht auf den imposanten Stadtkern und die Flusslandschaft bietet.
Das Senator John Heinz Regional History Center, eine zum Museum umgestaltete einstige Eisenhütte, zeigt in historischen Bildern und Exponaten Produktion und Erzeugnisse der Stadt: Eisen- und Stahlwaren, Glaswaren, Textilien. Daneben sind kommunale Einrichtungen, Straßenbahnen und Feuerwehren des ersten Quartals des 20. Jahrhunderts ausgestellt. Die Heinz Hall ist die Spielstätte des Pittsburgh Symphony Orchestra.
Die Carnegie Museen sind das Dach für vier bedeutende Museen: Das Carnegie Museum of Natural History ist bekannt für seine Paläontologie-Abteilung mit einer großen Dinosaurier-Sammlung. Das Carnegie Museum of Art ist ein Kunstmuseum mit Werken von Winslow Homer, James McNeill Whistler, Camille Pissarro, American Art ab 1850 bis heute, französische Impressionisten und Spät-Impressionisten. Das Carnegie Science Center eröffnete in der heutigen Form erst 1991, geht aber auf das Jahr 1934 zurück, und lässt Besucher selbst in High-Tech-Simulatoren verschiedene naturwissenschaftliche und physiologische Erfahrungen machen. 1994 öffneten die Carnegie Museen das Andy Warhol Museum, gewidmet Leben und Werk von Andy Warhol und das größte Museum der Welt für einen einzelnen Künstler mit über 4000 Werken, darunter seine vollständige Video-Sammlung.
In der Nähe des Andy Warhol Museums befindet sich die Mattress Factory, ein Museum für Zeitgenössische Kunst, welches seinen Namen von der in diesem Gebäude vorher beheimateten Matratzenfabrik übernommen hat. Neben Wechselausstellung werden hier auch Werke von Künstlern wie James Turrell und William Anastasi dauerhaft gezeigt.
Die Cathedral of Learning ist das Hauptgebäude der University of Pittsburgh und überragt mit 163 m das Umland. Östlich davon befindet sich die denkmalgeschützte Universitätskapelle, die Heinz Memorial Chapel. In Downtown in der Fourth Avenue stehen viele um 1900 entstandene, aus heutiger Sicht als historisch anzusehende Hochhäuser. Auch in der Fourth Avenue steht das als schönste Hochhaus der Stadt angesehene PPG Place. Die gesamte Skyline wird überragt vom 256 m hohen U.S. Steel Tower. Auf der Grant Street befindet sich das denkmalgeschützte Frick Building.
Seit 1950 besteht die Pittsburgh Photographic Library.

### Umgebung
In der südlichen Umgebung der Stadt liegt Fallingwater, früher das Refugium des Pittsburgher Warenhausbesitzers Edgar J. Kaufmann. In waldreicher Umgebung wurde der vielgliedrige Bau 1936 von dem Architekten Frank Lloyd Wright über einem Wasserfall errichtet. Sieben Meilen südlich liegt Kentuck Knob ein weiteres, von Frank Lloyd Wright ursprünglich für die Hagan-Familie entworfenes Wohnhaus.
Im McCandless Township befindet sich die Northland Public Library.

### Sport
Pittsburgh ist in der National Football League durch die Pittsburgh Steelers, im Major League Baseball durch die Pirates und in der National Hockey League durch die Penguins vertreten. Bemerkenswerterweise tragen alle Teams die gleichen Mannschaftsfarben, nämlich schwarz und gold. Als die Pirates 1979 die World Series und die Steelers kurz darauf zum vierten Mal innerhalb von sechs Spielzeiten den Super Bowl gewannen, war dies der Anlass für Pittsburgh, sich seitdem „City of Champions“ oder „Stadt der Sieger“ zu nennen.
Im Februar 2009 gewannen die Steelers den Super Bowl zum sechsten Mal und waren damit die Mannschaft mit den meisten Super-Bowl-Siegen. Im Februar 2019 gewannen die New England Patriots ebenfalls zum sechsten Mal den Super Bowl und stellten damit den Rekord der Steelers ein. Dazu gewannen die Penguins 2016 ihren vierten und 2017 den fünften Stanley Cup.

### Filme
In Pittsburgh und seiner Umgebung wurden zahlreiche Filme gedreht, die auch in der Stadt spielen. Zu den bekanntesten gehören:
- 1968: Die Nacht der lebenden Toten
- 1977: Schlappschuss
- 1978: Die durch die Hölle gehen (spielt in Clairton im Allegheny County)
- 1983: Flashdance
- 1993: Und täglich grüßt das Murmeltier (Groundhog Day)
- 1993: Tödliche Nähe
- 1995: Sudden Death
- 1999: Dogma
- 1999: Inspektor Gadget
- 2000: Die WonderBoys
- 2000–2005: Queer as Folk
- 2006: Pittsburgh
- 2008: Smart People
- 2010: 72 Stunden – The Next Three Days
- 2010: The Perks of Being a Wallflower
- 2011: Atemlos – Gefährliche Wahrheit
- 2012: The Dark Knight Rises
- 2012: Jack Reacher
- 2014: Auge um Auge – Out of the Furnace (spielt in Braddock im Allegheny County)
- 2015: Ich und Earl und das Mädchen
- 2016: This Is Us – Das ist Leben

### Musik
Die Politpunk-Band Anti-Flag stammt aus Pittsburgh und betont dies häufig bei Liveauftritten: „We are Anti-Flag from Pittsburgh, Pennsylvania.“ Wiz Khalifa ist ein Rapper aus der Stadt. Der musikalische Punkact Aus-Rotten wurde in Pittsburgh gegründet. Der mit 26 Jahren verstorbene Rapper Mac Miller wuchs ebenfalls in der Stadt auf.

## Persönlichkeiten

### Personen, die in der Stadt gewirkt haben
- Trevor McClurg (1816–1893), Maler
- Henry John Heinz (1844–1919), Erfinder von Heinz Ketchup
- Baz Bastien (1919–1983), Eishockeyspieler, -trainer und -funktionär
- Adolf Grünbaum (1923–2018), Philosoph
- George A. Romero (1940–2017), Filmregisseur. Der gebürtige New Yorker studierte in Pittsburgh an der Carnegie Mellon University. Seine Filme Die Nacht der lebenden Toten, Zombie und Land of the Dead spielen in Pittsburgh oder in der Umgebung.
- Manfred Honeck (* 1958), Musikdirektor des Pittsburgh Symphony Orchestra
- Melissa Hart (* 1962), Politikerin
- Mario Lemieux (* 1965), Eishockeylegende
- Leander Jordan (* 1977), American-Football-Spieler
- Wiz Khalifa (* 1987), Rapper
- Mac Miller (1992–2018), Rapper, Reality-Show
- Maddie Ziegler (* 2002), Tänzerin